# Сиах-Руд

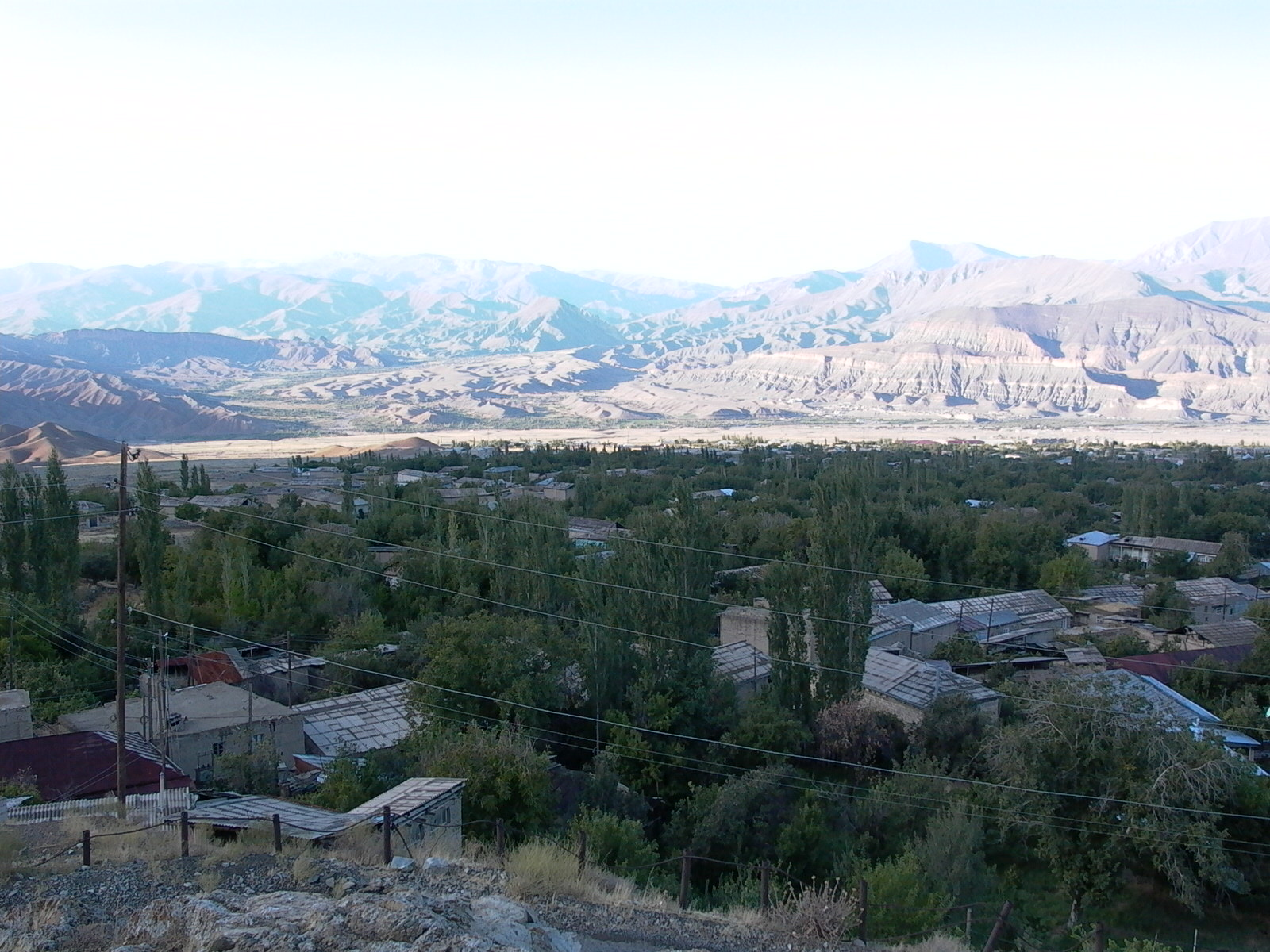
Вид на Сиах-Руд с азербайджанской стороны

Сиах-Руд (перс. سیه‌رود‎) — город на севере Ирана, в провинции Восточный Азербайджан. Административный центр бахша Сиах-Руд в шахрестане Джульфа.
Сиах-Руд расположен на южном берегу реки Аракс, по руслу которой проходит граница с Арменией и Азербайджаном. Высота над уровнем моря — 823 метра. На противоположном берегу находится азербайджанский город Ордубад. Восточнее находится пограничный рынок и терминал с Арменией, где через Аракс перекинут мост, а также труба газопровода Иран-Армения.